# Rantalinna
Rantalinna (finnois : château du rivage) est un bâtiment construit dans le quartier Keskusta de Vaasa en Finlande,.

## Présentation
Le bâtiment du bureau d'arpentage du comté est conçu par l'architecte Johan Jacob Ahrenberg et sa construction s'achève en 1912 dans le parc de Kalaranta.
En 1984, le bureau déménage dans l'immeuble des agences gouvernementales à Palosaari.
Le tribunal de l'eau a ensuite fonctionné dans le bâtiment jusqu'en 1999. 
Depuis 2005, elle appartient à un propriétaire privé.